# Каменче
Каменче (словен. Kamenče) — поселення в общині Брасловче, Савинський регіон, Словенія. 
Висота над рівнем моря: 290 м.